# Fugyivásárhely község
Fugyivásárhely község (románul: Comuna Oșorhei) község Bihar megyében, Romániában. Központja Fugyivásárhely, beosztott falvai Alkér, Felkér, Fugyi, Váradalpár.

## Népessége
A 2011-es népszámlálás adatai alapján a község népessége 6532 fő volt.